# پائولو مانوچی
پائولو مانوچی (ایتالیایی: Paolo Mannucci؛ زادهٔ ۹ فوریهٔ ۱۹۴۲) دوچرخه‌سوار اهل ایتالیا است.